# トスリンク

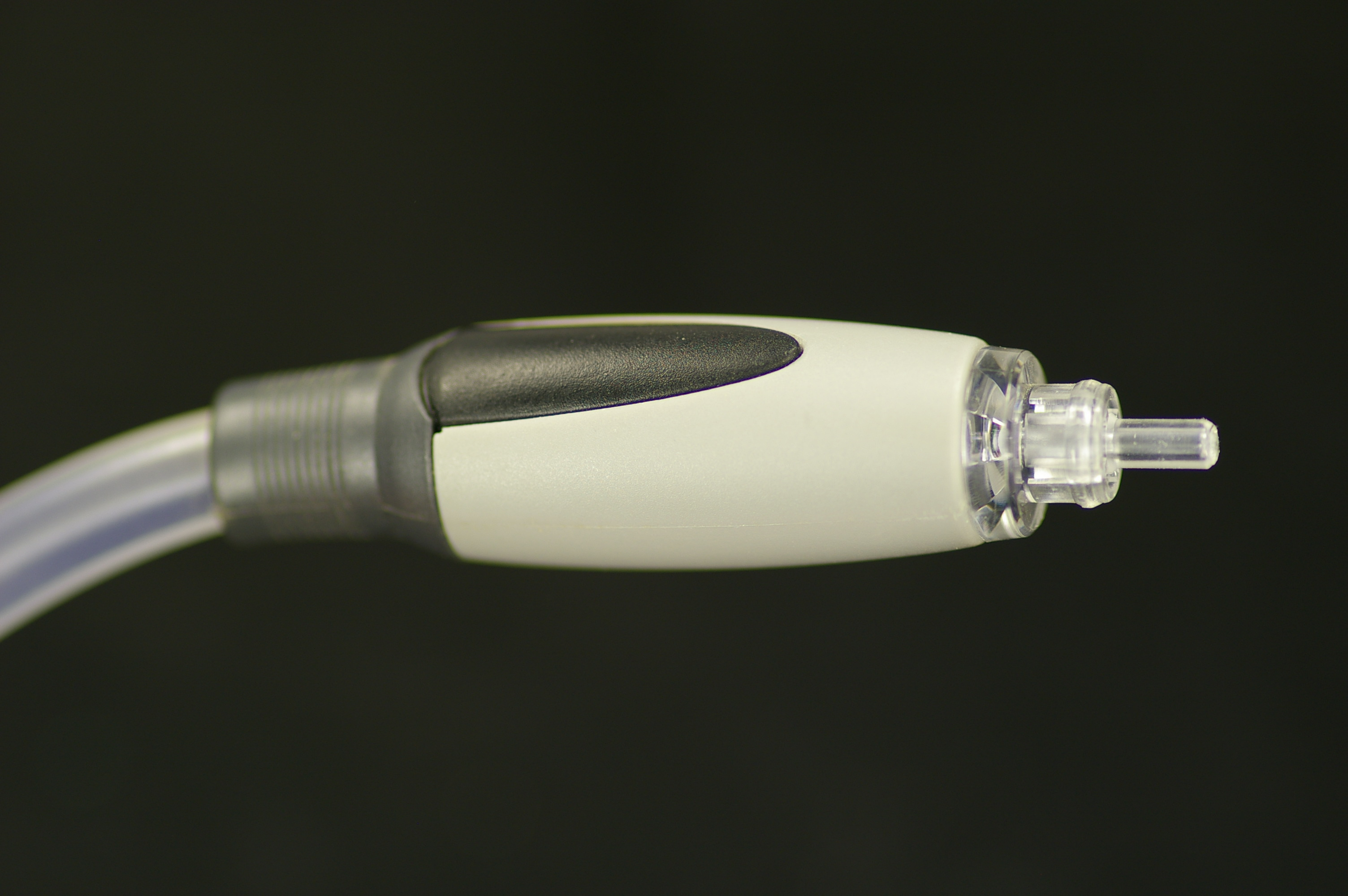
透明丸型コネクタのトスリンク

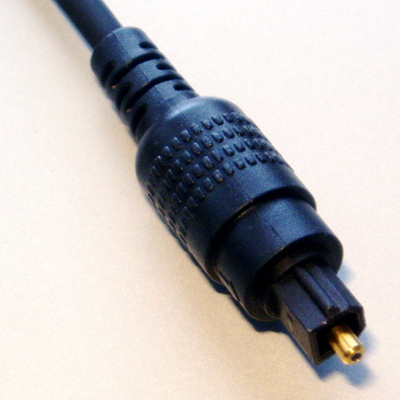
トスリンクコネクタ (JIS F05)

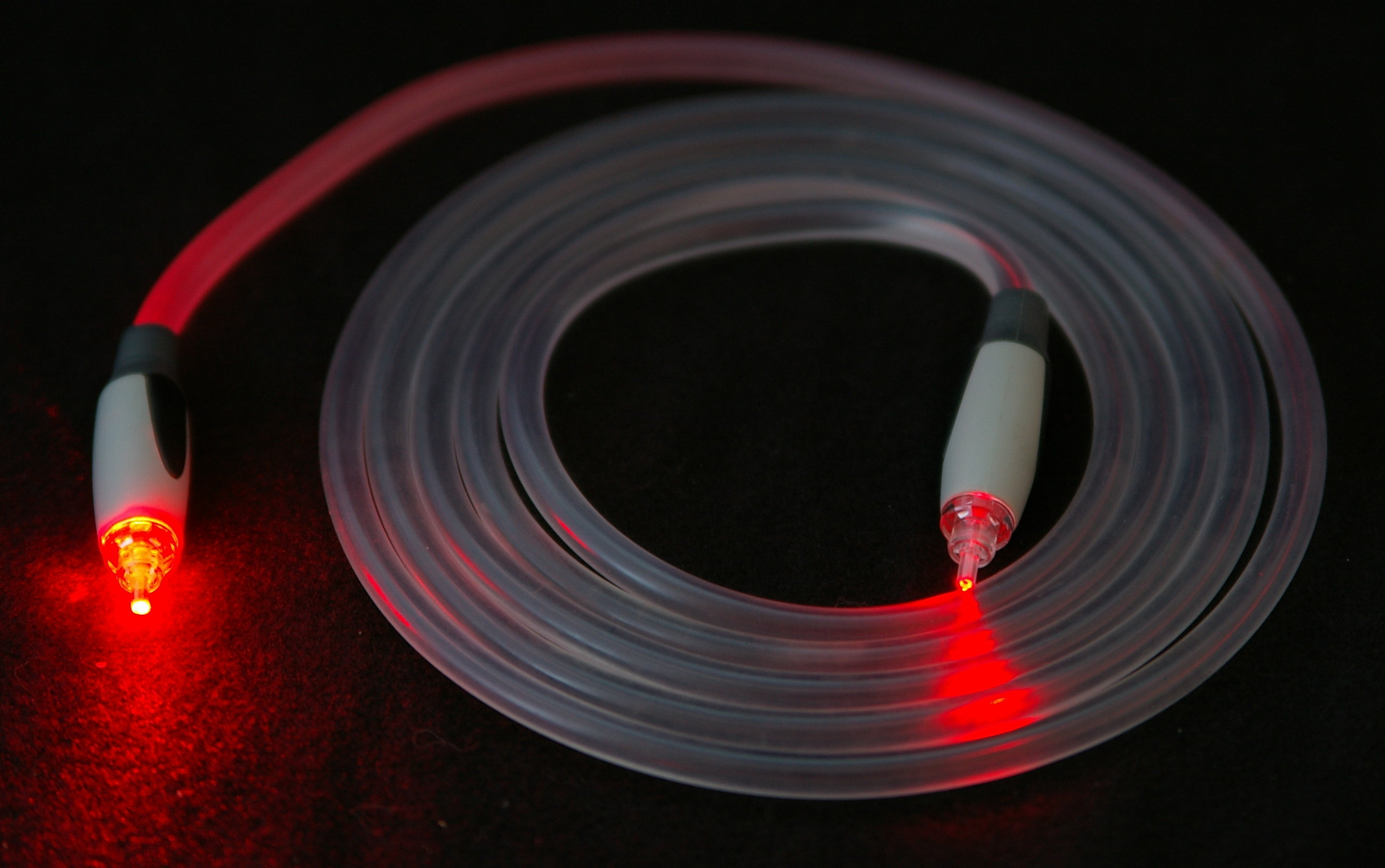
トスリンクコネクタのついたオーディオ用光ファイバーケーブル

トスリンク（英: TOSLINK）は、光ファイバー用コネクタの規格。デジタルオーディオを扱う一般向け音響機器間の接続に使われる。例えば、CDプレーヤーやDATレコーダー、MDレコーダー、CDレコーダーなどである。トスリンクにはいくつかの媒体規格と物理規格があるが、EIAJ/JEITA RC-5720（および CP-1201 と JIS C5974-1993 F05）という角型コネクタが最も有名である。
トスリンクは東京芝浦電気（現・東芝）が1983年（昭和58年）、受信機とCDプレーヤーの間をPCMオーディオストリームで接続するために開発した。その後多くのCDプレーヤー製造業者が採用した。初期のトスリンクはそのままのPCMデータを伝送していたが、現在ではオーディオストリームの標準としてS/PDIFが広く採用されている。DVDプレーヤーやゲーム機にもよく装備されていて、ドルビーデジタル/DTSデコーダとの接続に使われている。
トスリンクという名称は東芝の登録商標（第1658100号）であり、コネクタだけでなく光伝送デバイスの総称として使っている。TOSlink、TOS-Link、TosLink、Tos-Link など、様々な表記が見られるが、標準規格としての正式名称は EIAJ optical である。
トスリンクには、安価なプラスチック製光ファイバーを使ったものから高価なガラス製光ファイバーを使ったものまであり、用途や必要な帯域幅によって選択する。ケーブル長は通常5mまでとされているが、信号ブースターを使わずに信頼性を保って伝送できる技術的限界は10mである。しかし、最近では30mを超えるトスリンクのケーブルを見かけることも珍しくない。
Mini-TOSLINK は通常のトスリンクと機能的には同じだが、大きさと形状はよくある3.5mmモノラルミニプラグと同じである（アナログのプラグを差し込んでLEDに傷をつけないよう、0.5mmだけ長くなっている）。通常のトスリンクとの変換アダプタもある。Appleのコンピュータやポータブルミニディスクプレーヤーでは、トスリンクのミニコネクタがよく使われている。
トスリンクと似たような技術としてADATライトパイプあるいはADATオプティカルがある。これらはプロ用の音響機器でよく使われている。ADATライトパイプはトスリンクと同じ JIS F05 コネクタを使っているが、データフォーマットはS/PDIFとは非互換である。
接続された機器どうしが電気的に絶縁できるというメリットがあるが、先端の差し込み部分が折れやすく、折れるとプラスティック片がコネクタの中に留まってしまい取り出せなくなるという欠点がある。また、電気信号と違って光信号は端子部の物理的なズレに弱いが、差し込み部分がプラスティックというトスリンクの構造上、安価なコネクタの中には抜き差しの繰り返しや経年によって端子の固定が甘くなった結果、信号の伝送不良が頻発するようになるものもある。